# Clemens Graf von Schönborn-Wiesentheid
Clemens Graf von Schönborn-Wiesentheid (n. 3 aprilie 1905, München, Imperiul German – d. 30 august 1944, Sofia, Regatul Bulgariei) a fost un ofițer al Forțelor Aeriene Germane care a comandat Fliegerführer Arad și escadrila 77 de bombardament în picaj (Sturzkampfgeschwader 77, StG 77) în cadrul invaziei puterilor Axei în Iugoslavia din timpul celui de-al Doilea Război Mondial. A murit într-un accident de zbor care a avut loc la Sofia (Bulgaria) în 30 august 1944. Intenționa să participe la o întâlnire a Statului Major General, când avionul său s-a prăbușit din cauze necunoscute.

## Decorații
- Crucea de Cavaler al Crucii de Fier (21 iulie 1940) în calitate de maior (Major) și Geschwaderkommodore al Sturzkampfgeschwader 77 [5]
- Ordinul „Virtutea Aeronautică” de război cu spade, clasa Ofițer (11 octombrie 1941) pentru că „a condus în foarte bune condițiuni operațiunile Flotilei”[6]